# Psilopeganum sinense
Psilopeganum sinense är en vinruteväxtart som beskrevs av William Botting Hemsley. Psilopeganum sinense ingår i släktet Psilopeganum och familjen vinruteväxter. Inga underarter finns listade i Catalogue of Life.